# فرودگاه منطقه‌ای شننده ولی
فرودگاه منطقه‌ای شننده ولی (به انگلیسی: Shenandoah Valley Regional Airport) یک فرودگاه همگانی بهره‌برداری هوایی با کد یاتا SHD است که یک باند فرود آسفالت دارد و طول باند آن ۱۸۲۹ متر است. این فرودگاه در کشور ایالات متحده آمریکا قرار دارد و در ارتفاع ۳۶۶ متری از سطح دریا واقع شده است.